# Floraí
Floraí – miasto i gmina w Brazylii, w stanie Parana. Znajduje się w mezoregionie Norte Central Paranaense i mikroregionie Floraí.